# لیکپورت (نیوهمپشایر)
لیکپورت (به انگلیسی: Lakeport) یک منطقهٔ مسکونی در ایالات متحده آمریکا است که در شهرستان بلنپ، نیوهمپشایر واقع شده‌است. لیکپورت ۱۵۶٫۰۶ متر بالاتر از سطح دریا واقع شده‌است.